# Paranthura latipes
Paranthura latipes is een pissebed uit de familie Paranthuridae. De wetenschappelijke naam van de soort is voor het eerst geldig gepubliceerd in 1955 door Thomas Theodore Barnard.